# Red Wedding
Red Wedding es una película documental de 2012 codirigida por Lida Chan y Guillaume Suon, que retrata a una víctima de matrimonio forzado bajo el régimen de los Jemeres rojos.
La película se estrenó en el Festival Internacional de Cine Documental de Ámsterdam (IDFA) de 2012 y ganó el premio al mejor documental de mediometraje.

## Sinopsis
Entre 1975 y 1979, al menos 250 000 mujeres camboyanas fueron forzadas a casarse por los Jemeres Rojos. Sochan fue una de ellas. Después de 30 años de silencio, Sochan decidió llevar su caso al tribunal internacional creado para juzgar a los exlíderes de los Jemeres rojos.

## Producción
Red Wedding es una coproducción entre Camboya y Francia producida por Rithy Panh a través de Bophana Production, Bophana Center y Tipasa Production. Fue producido con el apoyo de GIZ, Alter-ciné Foundation, Fonds francophone de production audiovisuelle du Sud, IDFA Fund, Sundance Institute Documentary Film Program, Worldview y Cambodia Film Commission. Red Wedding es la primera película sobre una víctima de matrimonio forzado y violación bajo los Jemeres rojos. El trabajo de Lida Chan y Guillaume Suon comenzó en 2010 cuando los matrimonios forzados fueron calificados como crímenes de lesa humanidad por el tribunal de los Jemeres rojos. La película se rodó en la provincia de Pursat, en Camboya, entre 2010 y 2012.
Su distribuidora es Women Make Movies, Bophana Production y Tipasa Production.

## Crítica
La película recibió elogios de la crítica y el público en Camboya e internacionalmente.

## Premios
- Mejor mediometraje documental - Festival Internacional de Cine Documental de Ámsterdam (IDFA) 2012.[8]
- Premio de Oro (competencia de mediometraje) - Festival Internacional de Cine Documental de Aljazeera 2013 (Doha, Catar).[9]
- Premio del Jurado - Gdansk DocFilm Festival 2013 (Polonia).[10]
- Premio Especial del Jurado - HRHDIFF 2013 (Rangún, Birmania).
- Mejor película de derechos humanos del sudeste asiático - FreedomFilmFest (Kuala Lumpur, Malasia)
- Premio Mención Especial - Festival Internacional de Cine Documental de Salaya (Tailandia).[11]